# Maca de Castro
Maca de Castro (Alcúdia, 1981) és una cuinera mallorquina guardonada amb una Estrella Michelin.
Tot i que començà els estudis de Belles Arts, els deixà i es formà a l'Escola d'Hosteleria de les Illes Balears i realitzant diverses estades amb xefs de renom com Hilario Arbelaitz, Andoni Luis Aduriz, Arzak o Wylie Dufresne o Julián Serrano. Diu que es decidí a entrar al món de la cuina després d'assistir a una ponència de la cuinera catalana Carme Ruscalleda. El 2012 es guardonà el seu restaurant El jardín, al Port d'Alcúdia, amb una Estrella Michelin. El 2019, guanyà també els "tres sols", la màxima distinció de la Guía Repsol. L'estiu de 2020 obrí un nou restaurant a Palma, Andana, situat dins l'antiga estació de tren de la ciutat.
El 2025 fou inclosa a la llista Forbes de les 50 dones més influents de les Balears.